# Wyspy Samoa
Wyspy Samoa – grupa 14 wysp wulkanicznych na Oceanie Spokojnym, w Polinezji. Wulkan na wyspie Savaiʻi jest czynny. Główne wyspy to: Savaiʻi, Upolu, Tutuila i wyspy Manuʻa. Archipelag jest podzielony pomiędzy niepodległe państwo Samoa i Samoa Amerykańskie, zależne od Stanów Zjednoczonych.
Powierzchnia wysp wynosi 3028 km², zamieszkuje je 208 tys. osób (1993). Największym miastem jest Apia (32 tys. mieszkańców w 1986). Ludność Samoa zajmuje się głównie uprawą palmy kokosowej (kopra), kakao, bananów, kukurydzy, ryżu. Znaczącą rolę odgrywa także turystyka – Samoa jest corocznie odwiedzane przez blisko 100 tysięcy turystów.

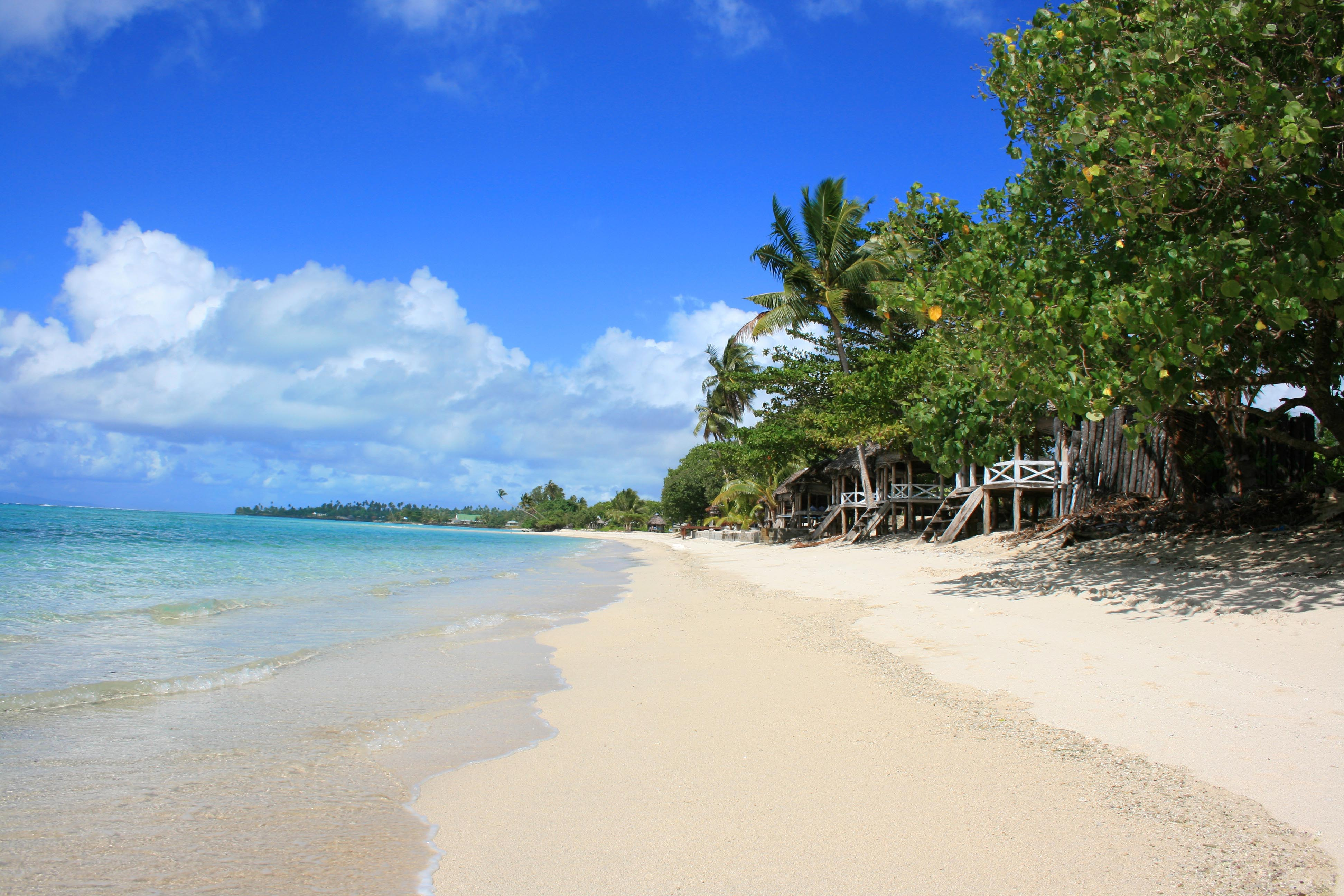
Piaszczysta plaża na wyspie Samoa

## Geografia fizyczna

### Budowa geologiczna i rzeźba
Wyspy Samoa są pochodzenia wulkanicznego, a mniejsze są wyspami koralowymi. Samoa leżą na oceanicznym grzebiecie ciągnącym się z północnego zachodu na północny wschód. Podłoże wysp budują skały wulkaniczne. Większe wyspy są górzyste, najwyższy szczyt – wulkan Silisili wznosi się na 1858 m n.p.m. Mniejsze wyspy są nizinne. Samoa cechują się występowaniem żyznych pokryw glebowych.

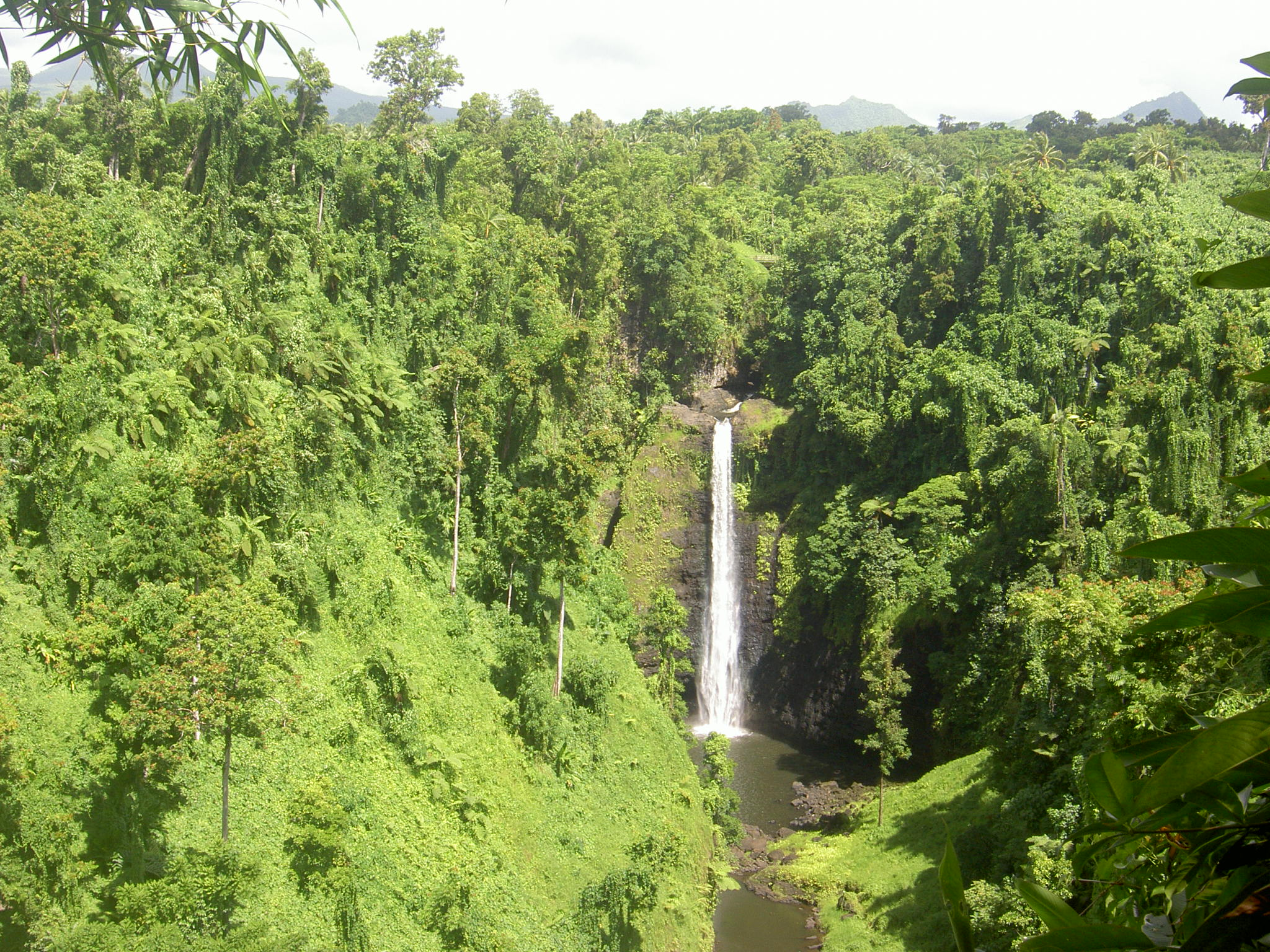
Krajobraz wnętrza jednej z wysp

### Klimat
Samoa leżą w strefie klimatu równikowego wilgotnego, gdzie nie ma wyraźnej pory suchej. Temperatury średnie wynoszą 26–27 °C, gdzie dobowe i roczne amplitudy nie przekraczają 2 °C. Opady deszczu są obfite i sięgają 5000 mm rocznie. Region cechuje wysoka wilgotność powietrza utrzymująca się przez cały rok.

### Wody
Sieć rzeczna na największych wyspach jest stosunkowo dobrze rozwiniętą, rzeki są krótkie, liczne są wodospady. Na mniejszych wyspach sieć rzeczna nie istnieje. Część rzek nie uchodzi do oceanu. Na wyspie Upolu leżą jeziora kraterowe, jednym z nich jest Lanoto, głębokie na 600 m.

## Flora i fauna
Szata roślinna dobrze zachowana. Lasy obejmują 50% powierzchni kraju. Na wyspach rosną lasy tropikalne, cechujące się bogactwem gatunkowym. Rosną m.in. palmy i bananowce. Brzegi wysp porastają fragmenty zarośli namorzynowych. W wodach oceanu rosną rafy koralowe. Fauna jest uboga. Liczne są ptaki oraz zwierzęta morskie, jak skorupiaki i wiele gatunków ryb w tym rekiny.

## Historia
Wyspy Samoa zostały odkryte w 1. połowie XVIII w. Od XVIII wieku obszar penetracji francuskiej i amerykańskiej. W 1899 na mocy układów politycznych między Stanami Zjednoczonymi, Wielką Brytanią i Niemcami wyspy zostały podzielone pomiędzy Niemcy (większa część zachodnia) i USA (część wschodnia). W 1919 Samoa Zachodnie przeszło jako terytorium mandatowe pod administrację nowozelandzką, a w 1962 ogłosiło niepodległość. Głową państwa nieprzerwanie od uzyskania niepodległości do swojej śmierci w 2007 roku był król Malietoa Tanumafili II, do 1963 razem z Tupua Tamasese Meaʻole. Obecnie państwo nosi nazwę Samoa. Część wschodnia – Samoa Amerykańskie – ma nadal status terytorium zamorskiego Stanów Zjednoczonych.